# NGC 3120

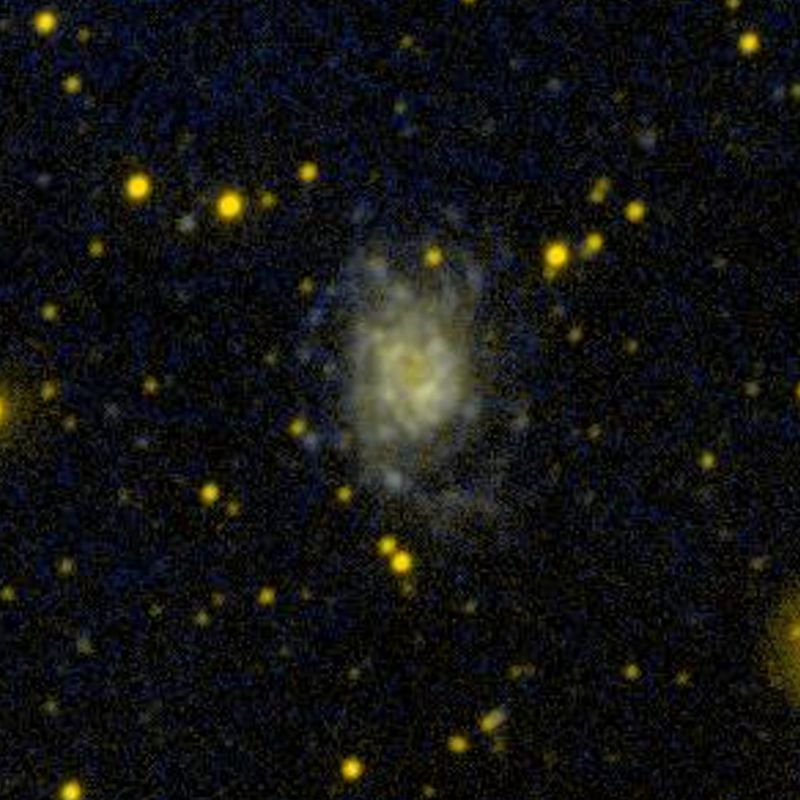
NGC 3120 dans le domaine de l'ultraviolet par le satellite GALEX.

NGC 3120 est une galaxie spirale intermédiaire située dans la constellation de la Machine pneumatique. NGC 3120 a été découverte par l'astronome britannique John Herschel en 1838.

## Caractéristiques
Sa vitesse par rapport au fond diffus cosmologique est de 3 105 ± 22 km/s, ce qui correspond à une distance de Hubble de 45,8 ± 3,2 Mpc (∼149 millions d'al).
La classe de luminosité de NGC 3120 est II-III et elle présente une large raie HI. Elle renferme également des régions d'hydrogène ionisé.
À ce jour, 17 mesures non basées sur le décalage vers le rouge (redshift) donnent une distance de 29,800 ± 7,488 Mpc (∼97,2 millions d'al), ce qui est à l'extérieur des valeurs de la distance de Hubble. Notons que c'est avec la valeur moyenne des mesures indépendantes, lorsqu'elles existent, que la base de données NASA/IPAC calcule le diamètre d'une galaxie et qu'en conséquence le diamètre de NGC 3120 pourrait être d'environ 37,3 kpc (∼122 000 al) si on utilisait la distance de Hubble pour le calculer.

## Supernova
Deux supernovas ont été découvertes dans NGC 3120 : SN 1999ca et SN 2010F.

### SN 1999ca
Cette supernova a été découverte le 25 avril 1999 par S. Woodings, R. Martin, et A. Williams l'observatoire de Perth en Australie-Occidentale. Cette supernova était de type II.

### SN 2010F
Cette supernova a été découverte le 14 janvier 2010 par J. Maza et al. ainsi que par D. Reichart et al. dans le cadre du programme de recherche de supernovas CHASE (CHilean Automatic Supernova sEarch). Cette supernova était de type II.

## Groupe de NGC 3038
La galaxie NGC 3120 fait partie du groupe de NGC 3038. Outre NGC 3038 et NGC 3120, ce groupe compte au moins 4 autres galaxies : NGC 3087, IC 2532, ESO 373-21 et ESO 373-26.